# هوندا سي بي 200
هوندا سي بي 200(بالإنجليزية: Honda CB200)‏ هي دراجة نارية من تصنيع هوندا.